# Palacio de Congresos y Exposiciones de Castilla y León (Salamanca)

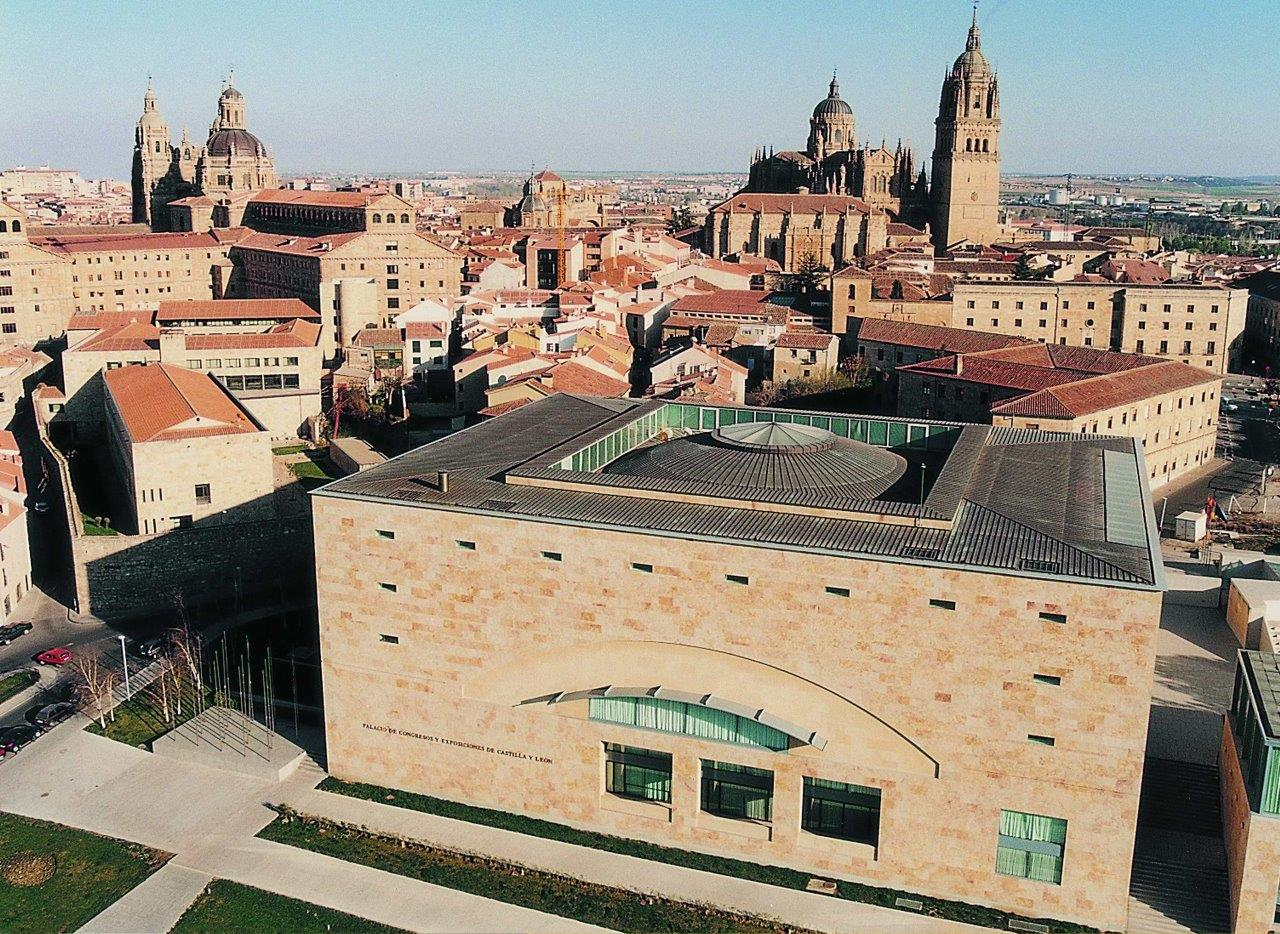
Vista panorámica del palacio.

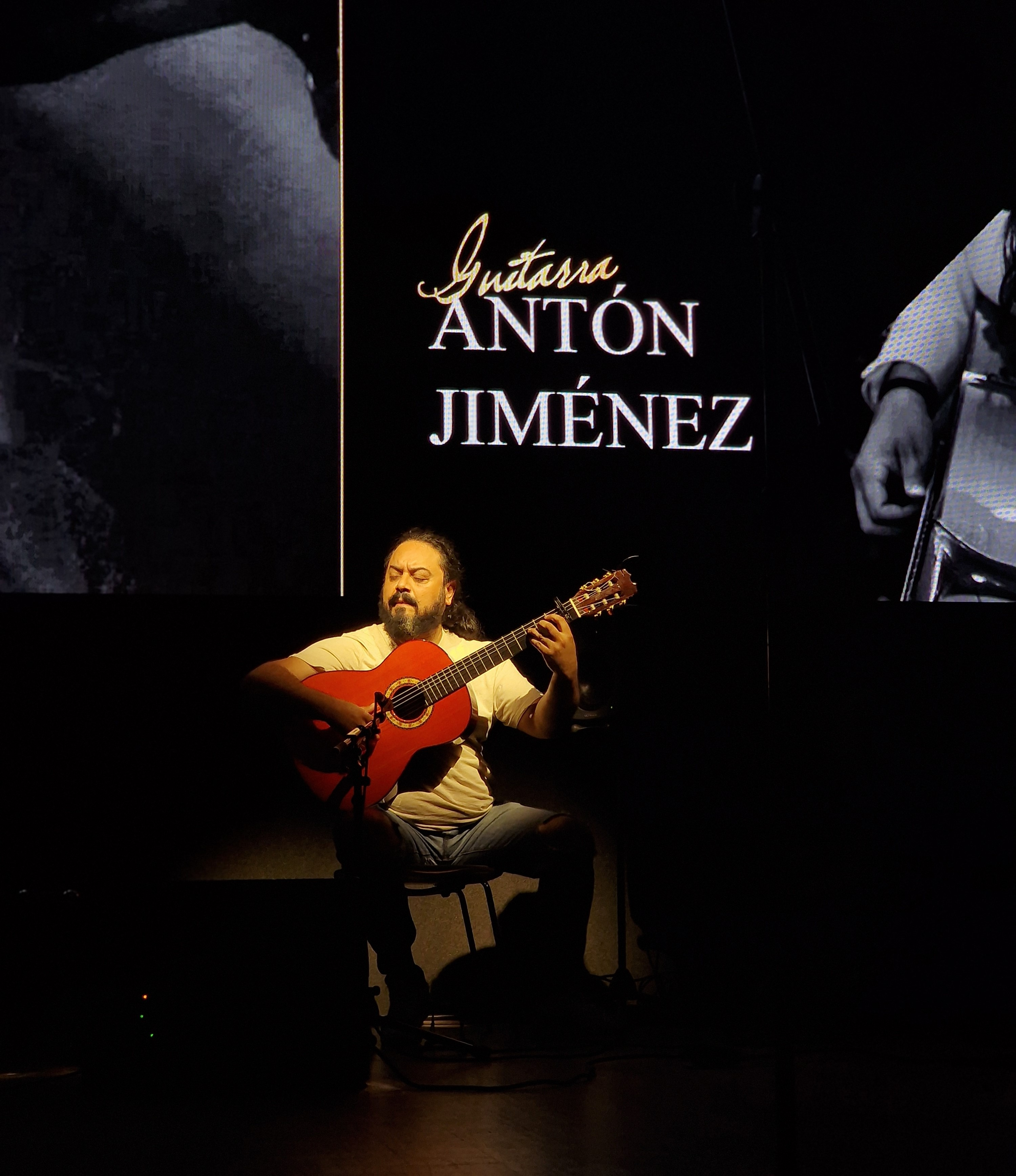
El guitarrista flamenco Antón Jiménez tocando en la celebración por el 30 Aniversario del Palacio de Congresos de Salamanca.

El Palacio de congresos y exposiciones de Castilla y León, o simplemente Palacio de congresos de Salamanca, se halla en la ciudad de Salamanca, en España. Diseñado por el arquitecto Juan Navarro Baldeweg, fue construido entre 1988 y 1992. Sus instalaciones permiten realizar todo tipo de manifestaciones de naturaleza cultural, científica, comercial y social, disponiendo de varias salas a tales efectos, así como un servicio de restauración.

## Sala Mayor
De esta sala auditorio, diseñada para ofrecer la mejor acústica posible, destaca su cúpula suspendida, que desplaza los esfuerzos y concentra las cargas en los vértices de los arcos portantes. Apoyándose en ellos, combina la constelación de gravedad con la de iluminación.

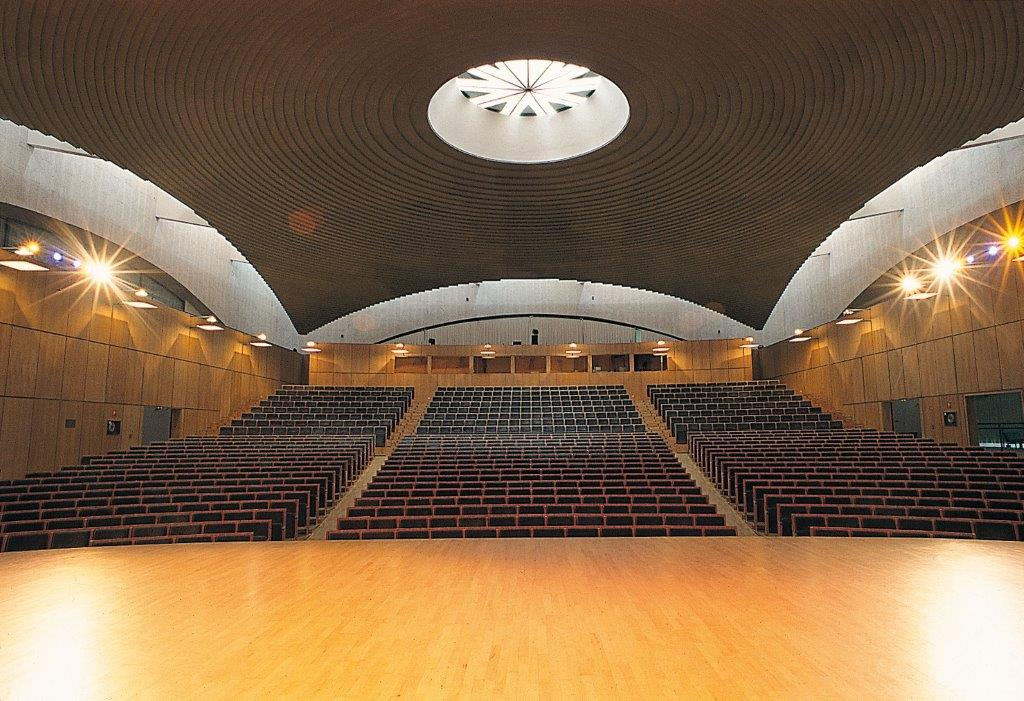
Sala mayor del palacio de congresos

 La luz cenital se filtra a través de los cortes en los bordes inferiores de la bóveda y se hace visible el perímetro esculpido por la luz. Con una capacidad para más de 1000 personas, alberga todo tipo de eventos, como mítines políticos, representaciones teatrales y conciertos, entre otros.

## Resto del edificio
Además de la sala mayor, el edificio posee una sala exterior de 430 metros cuadrados, una sala menor con capacidad para 400 personas, una sala de ensayo para 200 personas, una sala de autoridades con gran atractivo arquitectónico y excelentes vistas. También posee despachos, aulas con una capacidad de 40 a 200 personas y servicio de megafonía, así como tres grandes zonas de exposiciones divididas en plantas.